# Квітень 2008
Квітень 2008 — четвертий місяць 2008 року, що розпочався у вівторок 1 квітня та закінчився у середу 30 квітня.

## Події
- 2 квітня — розпочався саміт Північноатлантичного альянсу (НАТО) в Бухаресті.
- 14 квітня — лідер правоцентристської коаліції Сільвіо Берлусконі переміг на дострокових виборах в Італії.